# Sōhei
Los sōhei (en japonés: 僧兵, "monjes soldados" o "monjes guerreros") fueron monjes guerreros budistas del Japón feudal. Estos monjes guerreros llegaron, en ciertos momentos de la historia, a amasar un poder considerable, obligando a los gobiernos imperial y militar a colaborar. No deben confundirse con los yamabushi, otro tipo de monjes que practicaban el shugendō.
La prominencia de los sōhei creció en paralelo con el predominio de la influencia de la escuela Tendai del budismo entre los siglos X y XVII. Los guerreros protegían las tierras e intimidaban a las escuelas rivales del budismo, convirtiéndose, pues, en un factor significativo en la difusión del budismo y en el desarrollo de diferentes escuelas durante el período Kamakura.
Los sōhei tenían muchas similitudes con los hermanos legos europeos, miembros de una orden monástica que tal vez no habían sido ordenados. Como pasara con la Orden Teutónica, los monjes guerreros de Alemania o con las órdenes cruzadas, los sōhei no operaban individualmente, o siquiera como miembros de pequeños templos individuales, sino, más bien, como guerreros que hacían parte de una gran hermandad extendida u orden monástica. El templo local de una orden monástica sōhei podía haber tenido varios, si no docenas o cientos de monasterios más pequeños, salones de entrenamiento y templos subordinados vinculados a él. Un famoso monasterio sōhei es el de Enryaku-ji en el Monte Hiei, en las afueras de Kyoto.

## Historia

### Fundación y feudos
Los monjes guerreros aparecieron por primera vez durante el período Heian, cuando iniciaron amargas disputas políticas entre diferentes templos y diferentes subsecciones del Budismo, debido a los nombramientos imperiales para los puestos más altos de los templos (como el de abad, o zasu). Gran parte de los conflictos durante los siguientes cuatro siglos se debieron a este tipo de disputas políticas, y se centraron en los templos de Kioto, Nara y Ōmi, es decir, los templos Tōdai-ji, Kōfuku-ji, Enryaku-ji y Mii-dera, los cuatro templos más grandes del país.
El primer conflicto armado estalló en 949, cuando 56 monjes del Tōdai-ji realizaron una protesta en la residencia de un funcionario de Kioto por un nombramiento que les disgustó. Las protestas de este tipo continuaron durante el siglo X, a menudo estallando en reyertas en las que algunos participantes resultaron asesinados. En 970, tras una disputa entre el templo de Enryaku-ji y el Santuario de Yasaka de Kioto, los primeros establecieron el primer ejército permanente de monjes guerreros. No es claro del todo si este ejército permanente estaba conformado por monjes del Enryaku-ji, o si eran mercenarios, ya que Ryōgen, el abad que estableció este ejército, también estableció un código de conducta monástica que impedía a los monjes abandonar el Monte Hiei durante su largo entrenamiento de doce años, así como cubrirse la cara y portar armas.
A partir de 981, hubo una serie de conflictos armados entre los templos Enryaku-ji y Mii-dera, cada uno de los cuales era el templo principal de una subsecta diferente de la escuela Tendai. Estas disputas ocurrieron, como antes, debido a nombramientos políticos o etiqueta deshonrosa. Las más de las veces, se trató de casos en los que miembros de una facción eran elegidos como el abad del templo de la otra facción, generando las protestas de los monjes. Esto continuó de manera intermitente, con una breve pausa de 40 años durante el siglo XI y hasta el XII. Los ejércitos se hicieron más grandes y la violencia aumentó, hasta que en 1121 y 1141 el Mii-dera fue arrasado por los monjes del Enryaku-ji. Otros templos también se vieron envueltos en estos conflictos, y el Enryaku-ji y Mii-dera se unieron contra Kōfuku-ji y, en otra ocasión, contra el Kiyomizu-dera.

### Guerras Genpei
A fines del siglo XII, Japón se sumergió en las Guerras Genpei y, aunque las disputas entre los templos no terminaron, quedaron subsumidas por eventos más importantes. Los clanes Minamoto y Taira, en guerra, trataron de obtener la ayuda de los monjes guerreros de Nara y Kyoto, sumando las tropas de los templos a sus ya poderosos ejércitos de samuráis.
Taira no Kiyomori envió generosos obsequios de arroz y seda al templo de Enryakuji, para asegurarse de que no ayudaran a sus enemigos, los Minamoto, que se habían aliado con los monjes del templo Mii-dera. En la Batalla de Uji en 1180, una de las batallas más famosas en las que tuvieran parte los sōhei, los monjes de Mii-dera, junto con un ejército de samuráis de Minamoto, intentaron defender el puente sobre el Río Uji, y el Byōdō-in, un templo ubicado tras el puente, del ataque de un ejército de los Taira. Los monjes levantaron los tablones del puente, perjudicando a los samuráis a caballo, que no podían cruzar. En esta batalla apareció la figura de Gochin no Tajima, un sōhei del que se dice que cortaba las flechas que los taira le lanzaban. Los monjes guerreros se mantuvieron firmes con arcos y flechas, naginatas, espadas y dagas, pero finalmente fueron derrotados. Tras su victoria, Taira no Kiyomori ordenó que se tomara venganza contra los monjes que se le oponían. Así pues, el Mii-dera fue reducido a cenizas una vez más, al igual que muchos de los templos de Nara. Solo el Enryaku-ji escapó ileso.
Tres años más tarde, cuando Minamoto no Yoshinaka traicionó a su clan al atacar Kioto, incendiando el templo de Hōjōjidono y secuestrando al emperador Go-Shirakawa, muchos de los monjes de Kioto, incluidos los del monte Hiei, se le opusieron.

### Siglos XIII-XIV y el surgimiento del Zen
Después de las guerras Genpei, los monasterios, en su mayoría, centraron su atención en la reconstrucción, primero física y luego políticamente. Su influencia política se fortaleció a través de medios pacíficos, y los monjes guerreros jugaron papeles apenas muy menores en las guerras de los siglos XIII y XIV. Aún ocurrían ocasionalmente conflictos violentos entre los templos, causados una vez más por los nombramientos políticos y espirituales, y por asuntos relacionados.
Durante las guerras del período Nanboku-chō, el Monte Hiei acogió al rebelde emperador Go-Daigo y le ofreció refugio. El emperador Go-Daigo, junto con su hijo, y ayudado por los sōhei del Monte Hiei, inició una breve rebelión contra el shogunato de Kamakura. El shogunato Ashikaga tomó el poder poco después y apoyó al budismo Zen por sobre las otras sectas budistas, provocando la ira de los monjes guerreros. En el transcurso de las décadas de 1340 y 1360, surgieron varios conflictos entre los templos de la secta Tendai y los de la secta Zen, especialmente el templo Nanzen-ji.

### Sengoku-jidai y el ascenso de los Ikkō-Ikki
En 1467 comenzó la guerra de Ōnin, la cual fue el preludio de más de un siglo de guerra civil en Japón y el estímulo de una reorganización de los monjes guerreros. A diferencia de la guerra Jōkyū y de las invasiones de los mongoles del siglo XIII, la guerra Ōnin se libró principalmente en Kioto, y por ello los monjes guerreros no pudieron permanecer neutrales.
Además, se había formado una nueva raza de monjes guerreros. Cuando los monjes del Monte Hiei habían iniciado las enseñanzas de la secta Tendai, estos nuevos monjes, llamados Ikkō-ikki, siguieron los dictados de la secta Jodo Shinshu. Eran esencialmente coaliciones de sacerdotes religiosos fundamentalistas, además de campesinos y sus familias, que estaban dispuestos a luchar por sus creencias. Ikkō-ikki se traduce en algo así como "grupo devoto", pero allá por donde pasaban se les conocía por las revueltas que portaban consigo. En 1488, su líder Rennyo, incitó a una sublevación contra las reglas samurai en la provincia de Kaga. Desde allí se extendieron, estableciéndose en Nagashima, Ishiyama Hongan-ji y provincia de Mikawa. Su creciente poder atrajo la atención de caudillos como Oda Nobunaga y Tokugawa Ieyasu, quienes reconocieron su fuerza y su número como un problema importante.
Oda Nobunaga subió al poder a finales de la década de 1560, los monjes de Enryaku-ji recuperaron su poderío militar y libró una serie de escaramuzas en las calles de Kioto contra una nueva secta rival del budismo Nichiren. Finalmente quemó todos los templos de Nichiren en Kioto y luego buscó a aliados entre los señores locales o daimyō. Lamentablemente para ellos, los clanes Azai y Asakura con que se aliaron eran enemigos de Oda Nobunaga. Desde el 29 de septiembre de 1571, el ejército de Nobunaga, que contaba con 30.000 hombres, atacó Monte Hiei, destruyendo Enryaku-ji. Aunque fue reconstruida, nunca podría reconstituir el ejército permanente de monjes guerreros. Nobunaga pasó a la lucha contra los Ikkō-ikki en sus fortalezas de Nagashima y Ishiyama Hongan-ji (véase asedios de Nagashima, asedio de Ishiyama Hongan-ji). En el verano de 1574, con la ayuda del pirata Kuki Yoshitaka, Nobunaga bloqueó las fortalezas Ikkō y sus habitantes murieron de inanición. Los 20.000 habitantes de la fortaleza murieron tras el incendio provocado por los hombres de Nobunaga. Dos años más tarde, Nobunaga regresó a la Ishiyama Hongan-ji, que él no había podido tomar antes. En las dos batallas de Kizugawaguchi, Nobunaga derrotó a sus enemigos, el clan Mōri, quien tenía el control naval de la zona. los Ikkō finalmente se vieron obligados a rendirse en 1580.
En 1580 y la década de 1590, varias facciones de monjes guerreros se aliaron con Tokugawa Ieyasu o su rival Toyotomi Hideyoshi, luchando en una serie de batallas y escaramuzas. Cuando Tokugawa Ieyasu finalmente derrotó al último de sus enemigos y tomó el control del país en 1603, la vida de los monjes guerreros llegó a su fin.

## Armas y vestuario

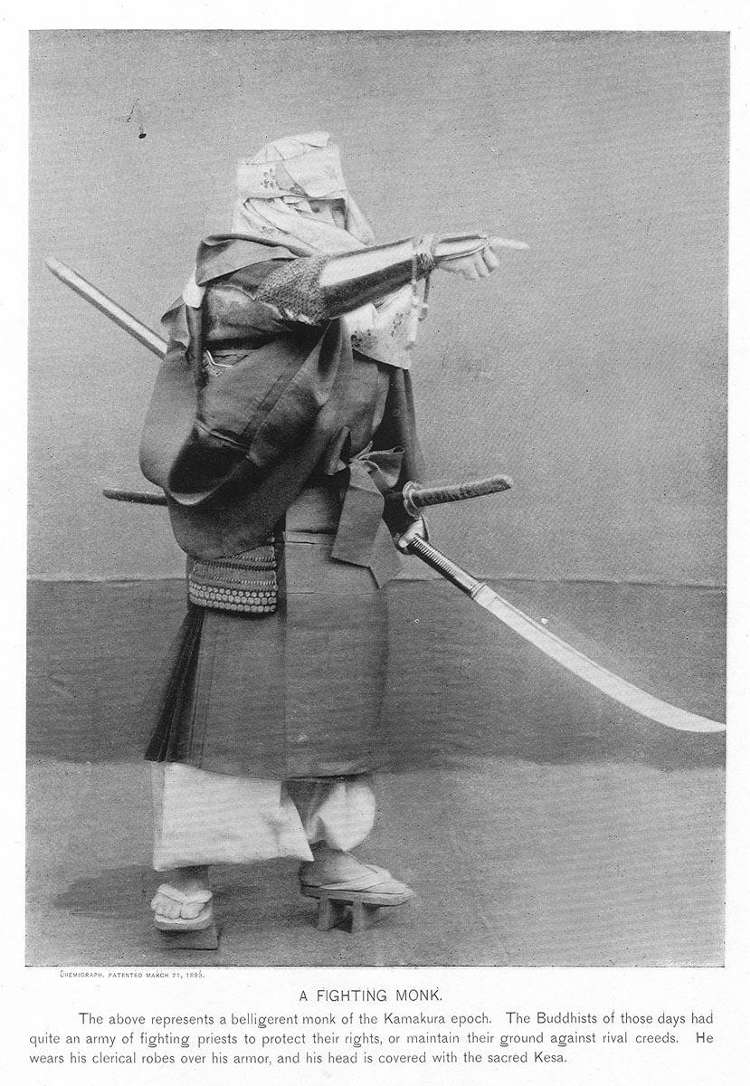
Fotografía de finales del de un sōhei, totalmente vestido con sus ropas clericales sobre la armadura, su cabeza está cubierta con un sagrado Kesa y armado con una naginata y un tachi, a veces es confundido con un yamabushi.

Los sōhei eran muy variados en armamento. Normalmente solían llevar consigo la naginata, una larga lanza con una hoja unida a su extremo. Su largo alcance la hacía muy efectiva contra caballería e infantería, además de ser bastante fácil de usar. Esta llamativa arma estaba relacionada con los monjes guerreros y fue usada por el famoso Gochin no Tajima (también conocido como Tajima "el Cortaflechas") en la batalla de Uji en 1180. Lideró la defensa de un puente blandiendo su naginata con tal maestría, que las flechas del enemigo rebotaban sin hacerle el menor daño.
También se sabe que solían utilizar el arco, e incluso durante algunas batallas utilizaban unas flechas especiales que al ser lanzadas emitían un fuerte sonido, parecido a un silbido, que servía para espantar a los enemigos o como señal.
Otra arma conocida era el mosquete. Los monjes guerreros eran famosos por su dominio con las armas de fuego, en concreto la secta Negoroji y los Ikko-Ikki. La katana, sin embargo, era usada en el combate cercano, siendo los monjes guerreros del clan Uesugi los más temidos en el uso de esta arma.
Los sōhei solían tener grandes conocimientos de artes marciales y exponer al máximo su resistencia física, siendo los Monjes de Hiei los más importantes. Los monjes maratonianos del monte Hiei profesaban la escuela budista de Tendai. A diferencia de la mayoría de las doctrinas budistas, los seguidores de Tendai sostenían que se podía conseguir la iluminación en una sola vida. Para alcanzar este fin, los monjes se sometían al "Kaihogyo", una atroz prueba de resistencia física en la que tenían que recorrer 30 km por día a pie, durante 100 días seguidos, a lo largo de cinco años consecutivos. El sexto año, la distancia se ampliaba hasta los 60 km (durante 100 días) y el séptimo hasta los 84 km. como vestimenta, los monjes solían llevar una serie de kimonos, generalmente blanco debajo y violeta en la parte superior; Este estilo ha cambiado muy poco desde la introducción del budismo en el siglo VII. El calzado tradicional consistía en zuecos de madera o sandalias.Los monjes guerreros a menudo solían llevar un gran pañuelo blanco para cubrirse la cabeza. Por último, muchos monjes guerreros llevaban parte de la armadura samurái.